# Kamen (Vulkan)
Der Kamen (russisch Камень) ist ein 4579 Meter (nach anderen Angaben 4585 Meter) hoher, inaktiver Stratovulkan auf der Halbinsel Kamtschatka im russischen Fernen Osten.
Der Kamen liegt nur gute 5 km südwestlich der etwas höheren Kljutschewskaja Sopka.

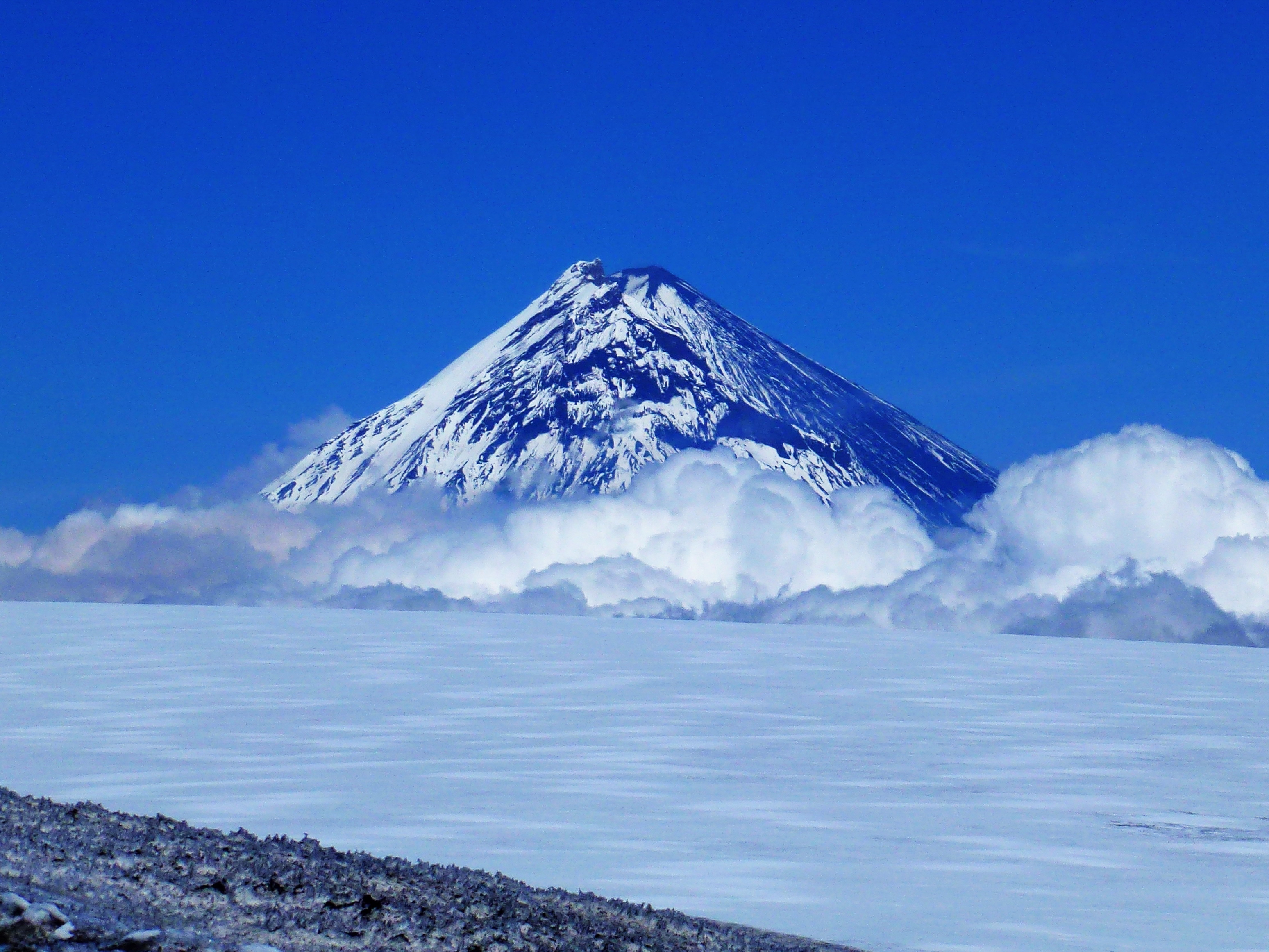
Der Kamen, unmittelbar dahinter die Kljutschewskaja Sopka, vom Tolbatschik aus gesehen